# Římskokatolická farnost Strýčice
Římskokatolická farnost Strýčice je územním společenstvím římských katolíků v rámci vikariátu České Budějovice - venkov v Českobudějovické diecézi.

## O farnosti

### Historie
Ves patřila od roku 1292 vyšebrodským cisterciákům, kteří zde také vykonávali duchovní správu. Po roce 1649 zde cisterciáci působit přestali. Farnost byla v letech 1940–1945 nuceně spravována z Linecké diecéze. Po druhé světové válce byla navrácena Českobudějovické diecézi.

### Současnost
Farnost Strýčice je součástí kollatury farnosti Netolice, odkud je vykonávána její duchovní správa.
| Kostel                   | Místo      | Bohoslužba                | Bohoslužba                 | Poznámka     |
| ------------------------ | ---------- | ------------------------- | -------------------------- | ------------ |
| Kaple                    | Lipanovice | neslouží se pravidelně    | neslouží se pravidelně     | obecní kaple |
| Kaple Panny Marie        | Radošovice | 1. sobota v měsíci        | 15.00                      | obecní kaple |
| Kostel sv. Petra a Pavla | Strýčice   | sobota (mimo 1. v měsíci) | 17.00 v zimě, 18.00 v létě | farní kostel |